# Colparion madgei
Colparion madgei ist eine ausgestorbene Landlungenschneckenart, die auf Rodrigues endemisch war. Das Artepitheton ehrt den britischen Malakologen Edward Henry Madge (1901–1970), der die Art entdeckt hatte.

## Merkmale
Bei den lebenden Schnecken betrug der Gehäusedurchmesser 15 mm und die Gehäusehöhe 7,8 mm. Bei den gefundenen subfossilen Gehäusen beträgt der Gehäusedurchmesser 15 bis 19 mm und die Gehäusehöhe 7,8 bis 8,4 mm. Das flache, dünne und fragile Gehäuse hatte drei Windungen. Es erschien abgeschnitten an der Grundfläche, wobei alle Windungen sichtbar wurden. Colparion madgei war eine „Halbnacktschnecke“ mit einem reduzierten Gehäuse sowie einer sehr breiten Mündung und einem sehr langen Körper, der nicht vollständig ins Gehäuse zurückgezogen werden konnte.
Das Gehäuse war glänzend durchsichtig bis matt. Die Gehäusefärbung war hell hornfarben. Die Fühler waren dunkel fleischfarben. Der übrige Körper war heller. Die feinkörnigen Mantellappen verdeckten fast vollständig das Gehäuse.

## Systematik
Colparion madgei ist die einzige Art der Gattung Colparion, die 1938 von Frank Fortescue Laidlaw aufgestellt wurde.

## Status
Colparion madgei wurde 1934 von Edward Henry Madge entdeckt. Er sammelte die Typusexemplare auf den Gewächsen Syzygium jambos und Artocarpus heterophyllus im Malartic Valley auf Rodrigues. Die letzten lebenden Exemplare wurden im Jahr 1958 von Jean-Michel Vinson nachgewiesen. Colparion madgei war wahrscheinlich ein Opfer der Rosigen Wolfsschnecke (Euglandina rosea). Subfossile Gehäuse wurden in den Kalksteinablagerungen bei Caverne Patate im Südwesten von Rodrigues gefunden.